# Брусов протокол
Брусов протокол је стандардизовани дијагностички тест који се користи за процену срчане функције и физичке спремности, који је осмислио и развио амерички кардиолог Роберт А. Брус . 
Према оригиналном Брусеовом протоколу, пацијент хода на покретној траци узбрдо у степенованом тесту вежбања са пласираним електродама на грудима за праћење електрокардиограма. Према овом протоколу свака 3 минута брзина и нагиб покретне траке се повећавају, кроз 7 таквих етапа и само веома спремни спортисти могу да заврше свих 7 етапа. Модификовани Брусеов протокол је измена у протоколу тако да је покретна трака у почетку хоризонтална, а не са нагибом, како би се потом у неколико интервала повећавао само нагиб  покретне траке. 
Брусеовим протоколом на покретној траци  процењује се максимално удисање кисеоника користећи формулу и перформансе субјекта на покрерној траци како се оптерећење повећава. Тест се лако изводи у медицинској ординацији, не захтева опсежну обуку или скупу опрему, а потврђен је као снажан предиктор клиничких исхода.

## Етимологија
Брусов протокол је тако назван по кардиологу Роберту А. Брусу, који је 1963. године осмислио покретну траку и  протокол за њену примену, као неинвазивни тест за процену пацијената са сумњом на срчану болест. У овом својству, он је можда познатији као срчани стрес тест или тест толеранције на вежбање.

## Начин извођења
Ергометријско тестирање по Брусовом протоколу састоји се од постепеног повећања брзине и нагиба покрерне траке. Пре почетка теста на пацијентов грудни кош се постављају електроде повезане са ЕКГ, а на надлактицу манжетна за мерење крвног притиска.
Свака три минута, повећава се брзина  и нагиб траке.
Према брусовом протоколу тест има 7 нивоа оптерећења, од којих сваки траје 3 минута, тако да је укупно трајање тест 21 минут.
Почетни нагиб покретне траке је 10% и прогресивно се повећава од нивоа до нивоа за 2%, до коначних 22%.
Почетна брзина ходања је 2,74 км/час и расте на 9,6 км/час. Последња три нивоа (5,6 и 7) оптерећења овог теста могу да толеришу само особе са изузетно добрим функционалним способностима.
| Нивои | Трајање нивоа у мин. | Брзина траке км/час | Нагиб траке |
| ----- | -------------------- | ------------------- | ----------- |
| 1     | 3                    | 2,7                 | 10%.        |
| 2     | 3                    | 4,0                 | 12%.        |
| 3     | 3                    | 5,5                 | 14%.        |
| 4     | 3                    | 6,8                 | 16%.        |
| 5     | 3                    | 8,0                 | 18%.        |
| 6     | 3                    | 8,9                 | 20%.        |
| 7     | 3                    | 9,7                 | 22%.        |

Све време теста се
- електрокардиогрмом  стално  процењује рад срца на монитору и све значајне промене снимају,
- мери крвни притисак  на свака два минута, а по потреби и чешће.

Завршетак теста
Тест се завршава  када испитаник постигне 85% максималног броја откуцаја срца, или када број откуцаја срца премаши 115 откуцаја у минути.
Прекид теста
Индикације за прекид теста укључују знаке или симптоме поремећеног дотока крви у срце: 
- неправилан срчани ритам,
- умор,
- кратак дах,
- пискање у грудима,
- грчеви у ногама,
- било које сметње у ходању,
- бол, нелагодност, утрнулост или умор у ногама .

### Мере опреза
Пошто је Брусов протокол тест максимална толеранције на вежбање, за његово извођење неоходно је одобрење лекара и надзор специјалисте. За необученог појединца или спортисту са основним срчаним обољењима, извођење максималног напора може довести до повреде или срчаног удара.
Током теста, испитивач прати виталне знакове пацијента и заустављају тест на сваки знак промена. 

## Мерење V̇O2max по Брусовом протоколу
Максимална потошња кисеоника (V̇O2 max) се односи на максималну количину кисеоника коју појединац може да искористи током интензивног или максималног вежбања.  Мери се као као апсолутна брзина у литрама кисеоника у минуту (l/min), или као релативна брзина у милилитрама кисеоника по килограму телесне тежине у минуту (ml / kg min). 
Брусеовим тестом на покретној траци као индиректним тестом максималног уноса кисеоника,  индиректно се процењује V̇O2 max користећи формулу и перформансе особе на покрерној траци у односу на то како се радно оптерећење повећава.
Друге методе мерења V̇O2 max су гломазније и захтевају директно сакупљање и мерење запремине кисеоника и концентрације кисеоника у удахнутом и издахнутом ваздуху које спортиста користи док трчи. Директно тестирање захтева много сложенију и софистициранију опрему и прикупљање података од формуле засноване на времену на траци 
Када се користи формула Брусовог протокола, Т представља укупно време на покретној траци  и мери се у минутама и секундама (нпр. време теста од 10 минута и 15 секунди би било записано као Т=10,25); ова формула се мења на основу пола. 
- Мушкарци: 14,8 - (1,379 к Т) + (0,451 к Т²) - (0,012 к Т³) = V̇O2 max
- Жене: 4,38 к Т - 3,9 = V̇O2 max

Време које испитаник проведете на покретној траци је резултат теста и може се користити за процену максималне вредности потошња кисеоника V̇O2 max. 
Вредности крвног притисак и оцене уоченог напора се такође често прикупљају током теста по Брусовом протоколу.